# This Is the New Year
This Is the New Year è il singolo d'esordio del duo statunitense A Great Big World, pubblicato il 21 febbraio del 2013 con la Epic Records.

## Il brano
Scritto e composto dai due membri del gruppo, Ian Axel e Chad Vaccarino, il brano era inizialmente contenuto nell'omonimo album di Axel del 2011.
Dopo aver firmato un contratto cona la Epic Records, This Is the New Year fu scelto come singolo di debutto. Il brano è stato interpretato dal cast di Glee durante un episodio della serie ed è apparso in molti altri show televisivi.
Nel 2014 è stato inserito nell'album di debutto della band, Is There Anybody Out There?.

## Tracce
1. This Is the New Year – 3:13 (Ian Axel, Chad Vaccarino)

## Formazione
- Ian Axel – voce, pianoforte
- Chad Vaccarino – voce, chitarra